# Český historický ústav v Římě
Český historický ústav v Římě (Istituto storico ceco di Roma) byl založen v roce 1993 jako instituce navazující na tradici Československého ústavu v Římě, založeného po vzniku Československa a zrušeného za nacistické okupace v roce 1941.
Jeho dnešní sídlo je v budově Papežské koleje Nepomucenum. Z odborného hlediska je tato prestižní česká výzkumná instituce v zahraničí podřízena Komisi Českého historického ústavu v Římě při předsednictvu Akademie věd České republiky, z hlediska provozního je součástí Historického ústavu AV ČR. Od roku 1998 je spolu s dalšími zahraničními výzkumnými institucemi v Římě členem mezinárodní organizace Unione internazionale degli istituti di archeologia.
V rámci výzkumu je jeho hlavním úkolem vydávání ediční řady Monumenta Vaticana res gestas Bohemicas illustrantia pro středověké období, pokračování v edici Epistulae et acta nuntiorum apostolicorum apud imperatorem 1592-1628 pro období raného novověku a evidence bohemikálních rukopisů ve Vatikánské a dalších římských a italských knihovnách a ve Vatikánském tajném archivu.

## Ředitelé Českého historického ústavu v Římě
- 1993–2009 prof. Zdeňka Hledíková
- 2009-2024 prof. Jaroslav Pánek
- od 2025 doc. Tomáš Černušák